# Akhmed Aibuev
Akhmed Aibue (in russo Ахмед Айбуев?; Groznyj, 12 febbraio 1991) è un lottatore russo naturalizzato francese, specializzato nella lotta libera.

## Biografia
È nato a Groznyj in Cecenia. Da piccolo ha vissuto la prima (1994-1996) e la seconda (1999-2000) guerra cecena. Nonostante la guerra, Akhmed è cresciuto in un ambiente sportivo. Il padre, appassionato di boxe, aveva allestito una sala pesi nel proprio garage.
A sette anni si è dedicato al taekwondo, mentre ha iniziato con la lotta a nove anni.
Nel 2002, data l'inastabilità della regione caucasica, fugge a Parigi, grazie all'aiuto di un contrabbandiere che lo trasporta in camion attraverso Russia, Polonia e Germania. In Francia chiede asilo ed ottiene lo status di rifugiato.
Vive nella periferia parigina e completa il percorso scolastico. Grazie alle sue qualità, entra nel Bagnolet CBL. Il presidente del club Bagnolet, gli trova un alloggio a Seine-Saint-Denis, grazie al contributo della ente comunale.
Nel 2007 e nel 2008 ha vinto i tornei nazionali francesi cadetti. Ma con la maggiore età, non può più gareggiare ai campionati francesi in quanto straniero. Nei quattro anni successivi non può partecipare ai campionati internazionali.
Dal 2009 frequenta l'INSEP (Institut national du sport, de l'expertise et de la performance). Nel 2013 ottiene la cittadinanza francese.
Nel 2014 ha vinto un titolo nazionale francese. Esordisce a livello continentale agli europei Vantaa 2014, concludendo al 23º posto nel torneo degli 86 chilogrammi.
Ha rappresentato la Francia ai Giochi del Mediterraneo di Tarragona 2018, dove ha vinto la medaglia d'argento nel torneo della lotta libera, categoria fino a 86 chilogrammi, dopo essere stato sconfitto in finale dal turco Ahmet Bilici.

## Palmarès
- Giochi del Mediterraneo

Tarragona 2018: argento negli -86 kg.